# Neurachne tenuifolia
Neurachne tenuifolia là một loài thực vật có hoa trong họ Hòa thảo. Loài này được S.T.Blake mô tả khoa học đầu tiên năm 1972.